# Росенгрен, Отто
Отто Эрик Росенгрен (швед. Otto Eric Rosengren; род. 16 мая 2003) — шведский футболист, полузащитник «Мьельбю» и сборной Швеции.

## Клубная карьера
Начал заниматься футболом в клубе «Сёльвесборг». В 2019 году присоединился к юношеской команде «Мьельбю». В сентябре 2020 года подписал с клубом первый профессиональный контракт, рассчитанный до конца 2023 года. 7 марта 2021 впервые попал в заявку на официальный матч в рамках группового этапа кубка Швеции с «Эстерсундом», но на поле не появился. Дебютировал в чемпионате Швеции 29 ноября во встрече с «Эребру», выйдя на поле в стартовом составе и в середине второго тайма уступив место Андреасу Блумквисту.

## Карьера в сборной
Выступал за юношескую сборную Швеции на товарищеском турнире четырёх стран в апреле 2019 года. Первую игру в её составе провёл 16 апреля против Бельгии, появившись на поле на 56-й минуте вместо Адама Киани.

## Личная жизнь
Его отец, Патрик Русенгрен, также в прошло футболист, выступал за «Мьельбю» и «Кальмар», в 2008 году в составе последнего стал чемпионом страны.

## Клубная статистика
| Выступление      | Выступление      | Выступление      | Лига | Лига | Кубки | Кубки | Конт. кубки | Конт. кубки | Итого | Итого |
| Клуб             | Лига             | Сезон            | Игры | Голы | Игры  | Голы  | Игры        | Голы        | Игры  | Голы  |
| ---------------- | ---------------- | ---------------- | ---- | ---- | ----- | ----- | ----------- | ----------- | ----- | ----- |
| Юргорден         | Алльсвенскан     | 2021             | 1    | 0    | 0     | 0     | 0           | 0           | 1     | 0     |
| Юргорден         | Итого            | Итого            | 3    | 0    | 2     | 0     | 0           | 0           | 5     | 0     |
| Всего за карьеру | Всего за карьеру | Всего за карьеру | 15   | 1    | 2     | 0     | 0           | 0           | 17    | 1     |